# Calochortus tiburonensis
Calochortus tiburonensis är en liljeväxtart som beskrevs av A.J.Hill. Calochortus tiburonensis ingår i släktet Calochortus och familjen liljeväxter. Inga underarter finns listade.

## Bildgalleri

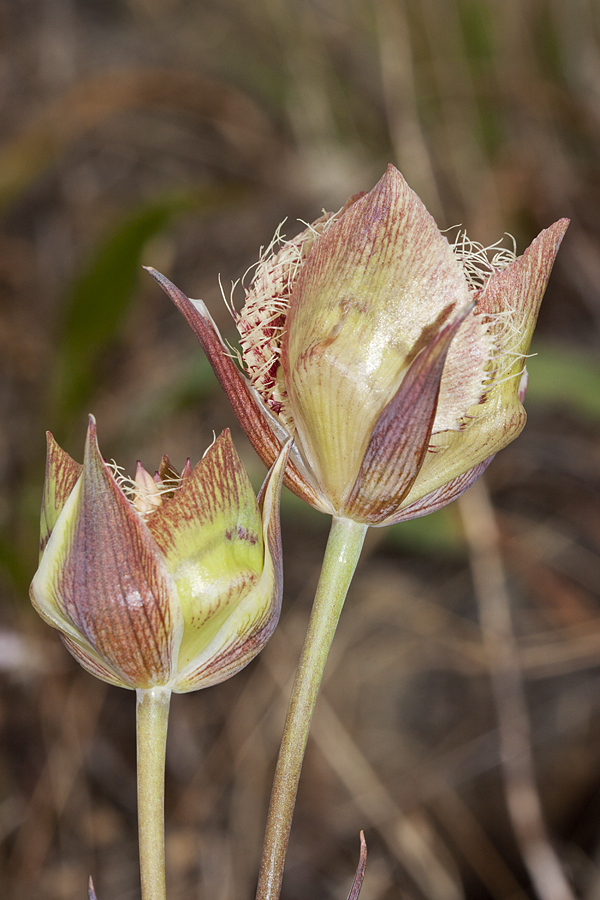
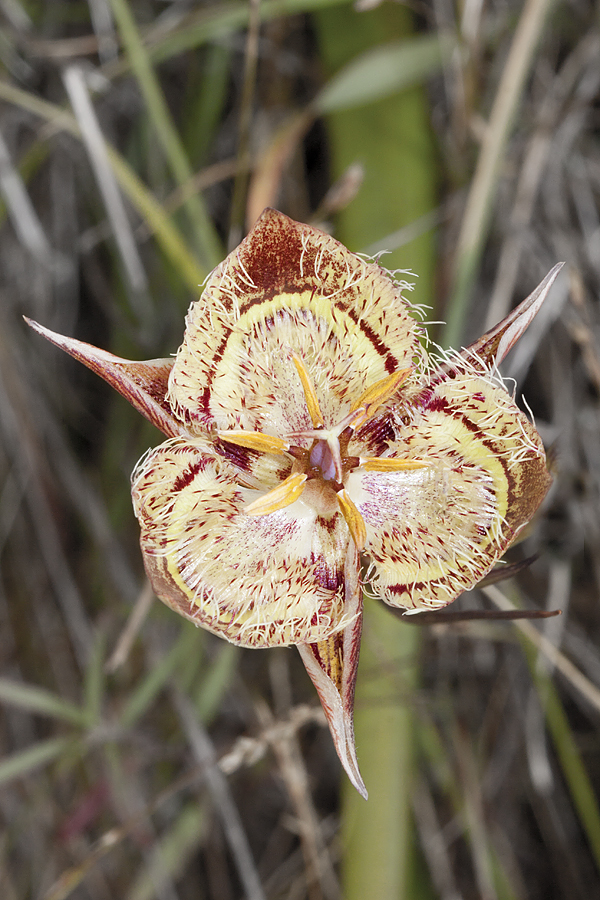
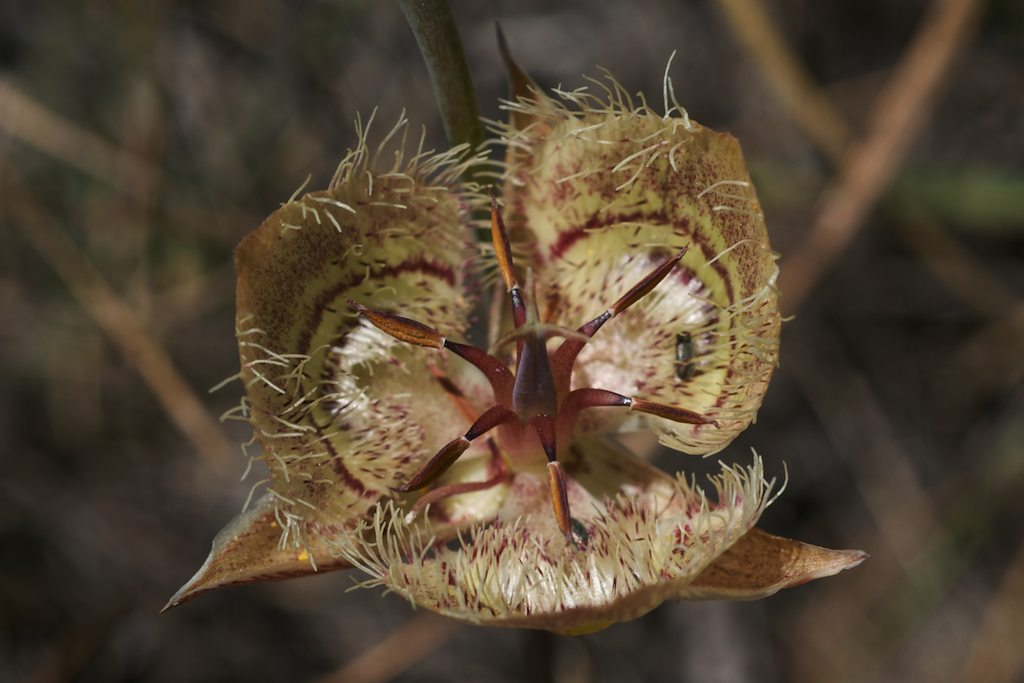
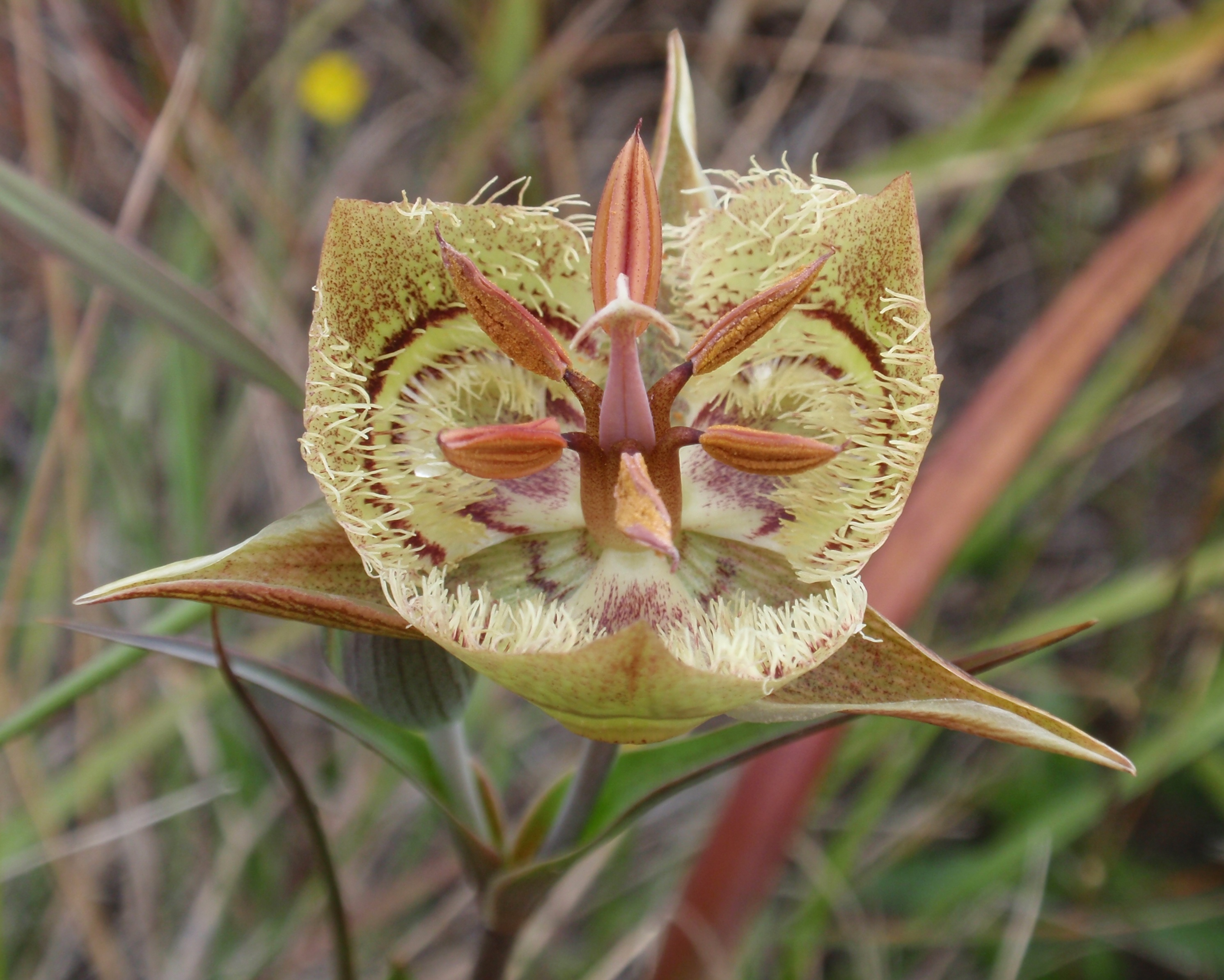
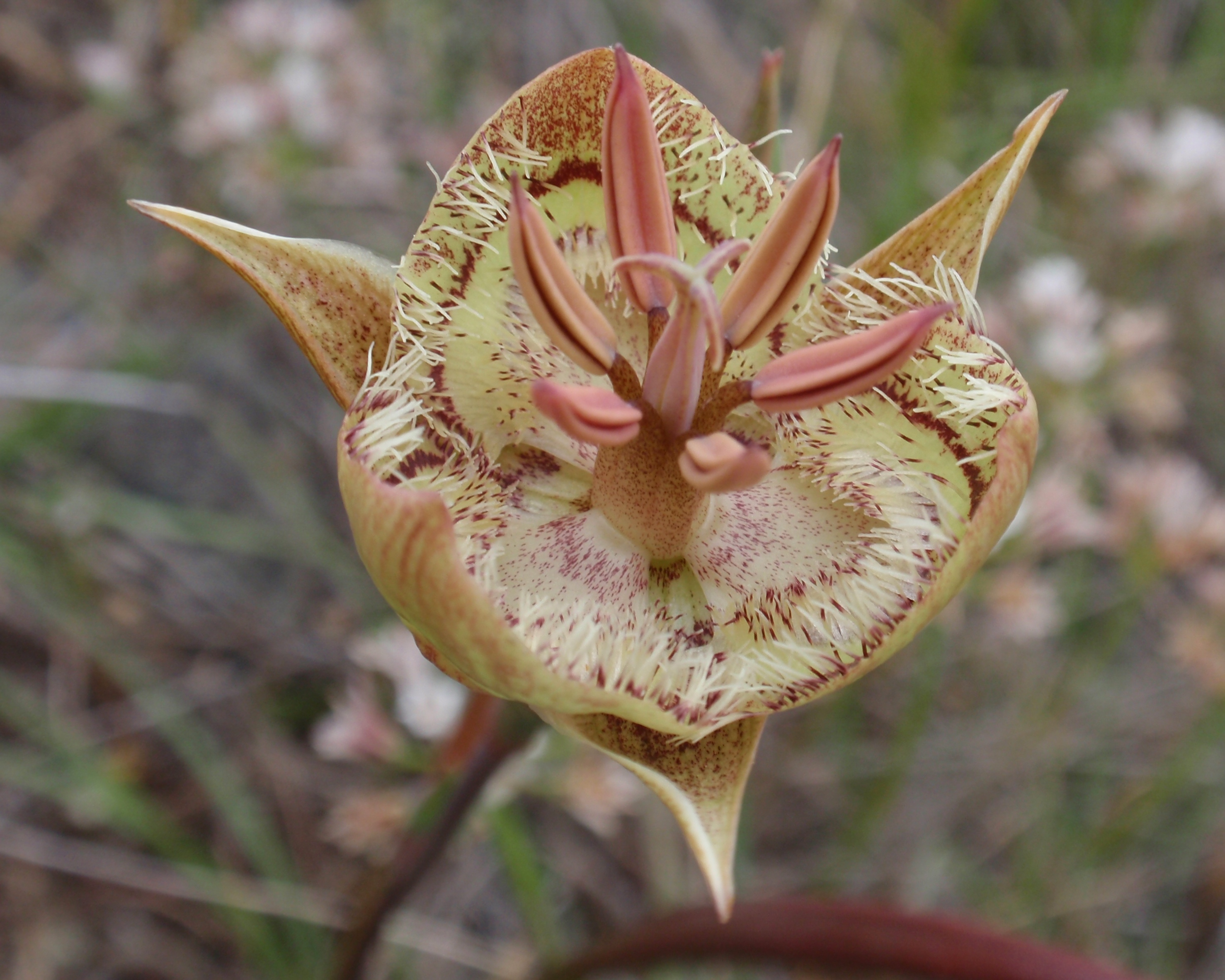
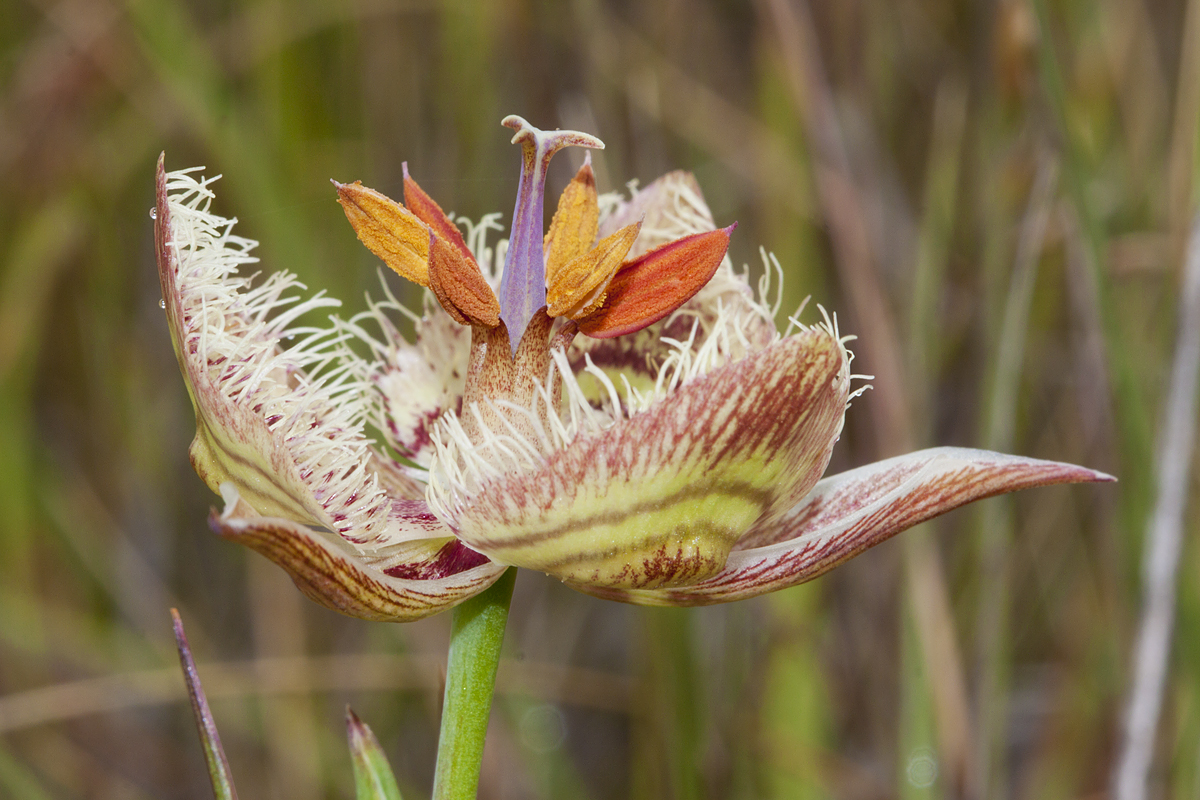